# Big Sandy River (Ohio River)
Der Big Sandy River ist ein Zufluss des Ohio River und verläuft auf der Grenze zwischen den Bundesstaaten West Virginia und Kentucky. 
Seine Länge beträgt etwa 43 km. Der Big Sandy River entsteht als Zusammenfluss des Tug Fork, der ebenfalls ein Grenzfluss zwischen Kentucky und West Virginia ist, und des Levisa Fork, die zwischen den Ortschaften Louisa und Fort Gay zusammentreffen. Der Big Sandy River fließt von dort nordwärts mit zahlreichen Mäandern, wobei das Ostufer zu Wayne County und das Westufer zu den Countys Lawrence bzw. Boyd gehört. Die Mündung in den Ohio befindet sich bei Catlettsburg.
Der Fluss ist auf seiner gesamten Länge schiffbar; auf ihm wird vor allem Kohle aus den Bergwerken der Appalachen befördert. Der Name des Flusses weist auf die zahlreichen Sandbänke hin. Die gleiche Bedeutung hatten bereits die indianischen Bezeichnungen des Flusses, die Tatteroa, Chatteroi bzw. Chatterwha lauteten. Die Lenape-Indianer nannten ihn dagegen Sikeacepe, was so viel wie „Salzfluss“ heißt.

## Namensvarianten
Der Fluss besitzt mehrere Bezeichnungsvarianten:
- Big Sandy Creek[1]
- Chatarrawa[2]
- Chattararawha[2]
- Chattaroi[2]
- Chatterio[2]
- Great Tattaroy River[2]
- Sandy Creek[2]
- Si-ke-a[2]
- Si-ke-a-ce-pe[2]
- Tateroy[2]
- Tatterio[2]
- To-ter-a[2]
- To-ter-as[2]
- To-ter-oy[2]
- Totteroi[2]
- Totteroy Creek[1]
- We-pe-pe-co-ne[2]
- We-pe-po-co-ne-ce-pe-we[2]